# 髙橋耕次郎
髙橋 耕次郎（たかはし こうじろう、1962年5月24日 - ）は、日本の俳優、声優。文学座所属。広島県福山市出身。

## 人物
早稲田大学教育学部卒業。高校教員免許（社会科）を持つ。

## 出演作品

### テレビドラマ
- 義経（NHK総合） - 鳥丸
- 篤姫（NHK総合）
- JIN-仁-第3話（TBSテレビ）
- 多摩南署たたき上げ刑事・近松丙吉10（テレビ東京） - 谷垣

### 吹き替え
- アート・オブ・ウォー（ブライ〈マイケル・ビーン〉）※テレビ朝日版
- アメリカン・ゴシック 〜偽りの一族〜
- ER XV 緊急救命室 #21（ジェイスン・ランフォード〈アルビー・セルズニック〉）
- エクスペンダブルズ2（ヘイル・シーザー〈テリー・クルーズ〉）
- エンド・オブ・ウォッチ（ビッグ・エヴィル）
- 王女の男
- オーストラリア
- シークレット・ガーデン（パク常務）
- スターリングラード※日本テレビ版
- 蒼穹の昴（黒牡丹）
- ナバロンの要塞（ロイ・フランクリン少佐〈アンソニー・クェイル〉）※ソフト版
- 馬医（サアム道人）※NHK版
- HAWAII FIVE-0（カレオ〈ジェイソン・スコット・リー〉）
- バーン・ノーティス
- ポリネシアの伝説 ～少年は海を渡る～（ラウィリ・パラテーン）
- マードック・ミステリー 〜刑事マードックの捜査ファイル〜（ジョン・ワートン）
- 名探偵モンク1#12
- メメント（ジミー・グランツ）

### テレビアニメ
2003年
- WOLF'S RAIN（猫）
- 攻殻機動隊 STAND ALONE COMPLEX（警備員）

2004年
- 攻殻機動隊 S.A.C. 2nd GIG（SWAT議長）
- 風人物語（獣医）

2005年
- 交響詩篇エウレカセブン（艦長）

2007年
- 精霊の守り人（役人）

2013年
- たまゆら〜もあぐれっしぶ〜（船員）

2022年
- サザエさん

2024年
- ザ・ファブル（砂川宗一[4]）

### 劇場アニメ
2002年
- ギブリーズ episode2

2004年
- ハウルの動く城

2006年
- ゲド戦記

2012年
- ももへの手紙（店主）

### ゲーム
2014年
- メタルギアソリッドV グラウンド・ゼロズ（兵士）

2015年
- メタルギアソリッドV ファントムペイン（兵士、その他）